# لیگ دو فوتبال انگلستان
لیگ دو فوتبال انگلیس (به انگلیسی: English Football League Two)
(اغلب به اختصار به‌عنوان لیگ دو (به انگلیسی: League Two) یا برای اهداف حمایت مالی اسکای بت لیگ دو (به انگلیسی: Sky Bet League Two) شناخته می‌شود و از سال ۲۰۰۴ تا ۲۰۱۶ به عنوان لیگ دو فوتبال (به انگلیسی: Football League Two) شناخته می‌شد) سومین و پایین‌ترین بخش لیگ فوتبال انگلیس (EFL) است و به طور کلی، چهارمین بخش برتر در سیستم لیگ فوتبال انگلستان.
تیم‌های صعودکننده این لیگ به لیگ یک فوتبال انگلستان راه می‌یابند و تیم‌های سقوط‌کننده نیز به لیگ ملی فوتبال انگلستان تنزل می‌یابند.